# Malate

Malat-Anion

Malate sind die Salze und Ester der Äpfelsäure (von lateinisch malum = Apfel, nicht zu verwechseln mit Maleaten, den Estern und Salzen der Maleinsäure, oder Malonaten, den Estern und Salzen der Malonsäure). Salze bestehen aus Malat-Anionen −OOC–CH2–CHOH–COO− und zugehörigen Kationen. Beispiele sind Natriummalat (C4H4Na2O5), Magnesiummalat (C4H4MgO5), Kaliummalat (C4H4K2O5)  und Ammoniummalat (C4H12N2O5). Es gibt auch Monomalate, bei denen nur eine Carboxygruppe das Salz bildet. Malat ist als Teil des Citratzyklus ein bedeutsames Stoffwechselzwischenprodukt.